# Souzay-Champigny
Souzay-Champigny är en kommun i departementet Maine-et-Loire i regionen Pays de la Loire i nordvästra Frankrike. Kommunen ligger i kantonen Saumur-Sud som tillhör arrondissementet Saumur. År 2022 hade Souzay-Champigny 691 invånare.

## Befolkningsutveckling
Antalet invånare i kommunen Souzay-Champigny
| Referens: INSEE |